# Американське хімічне товариство

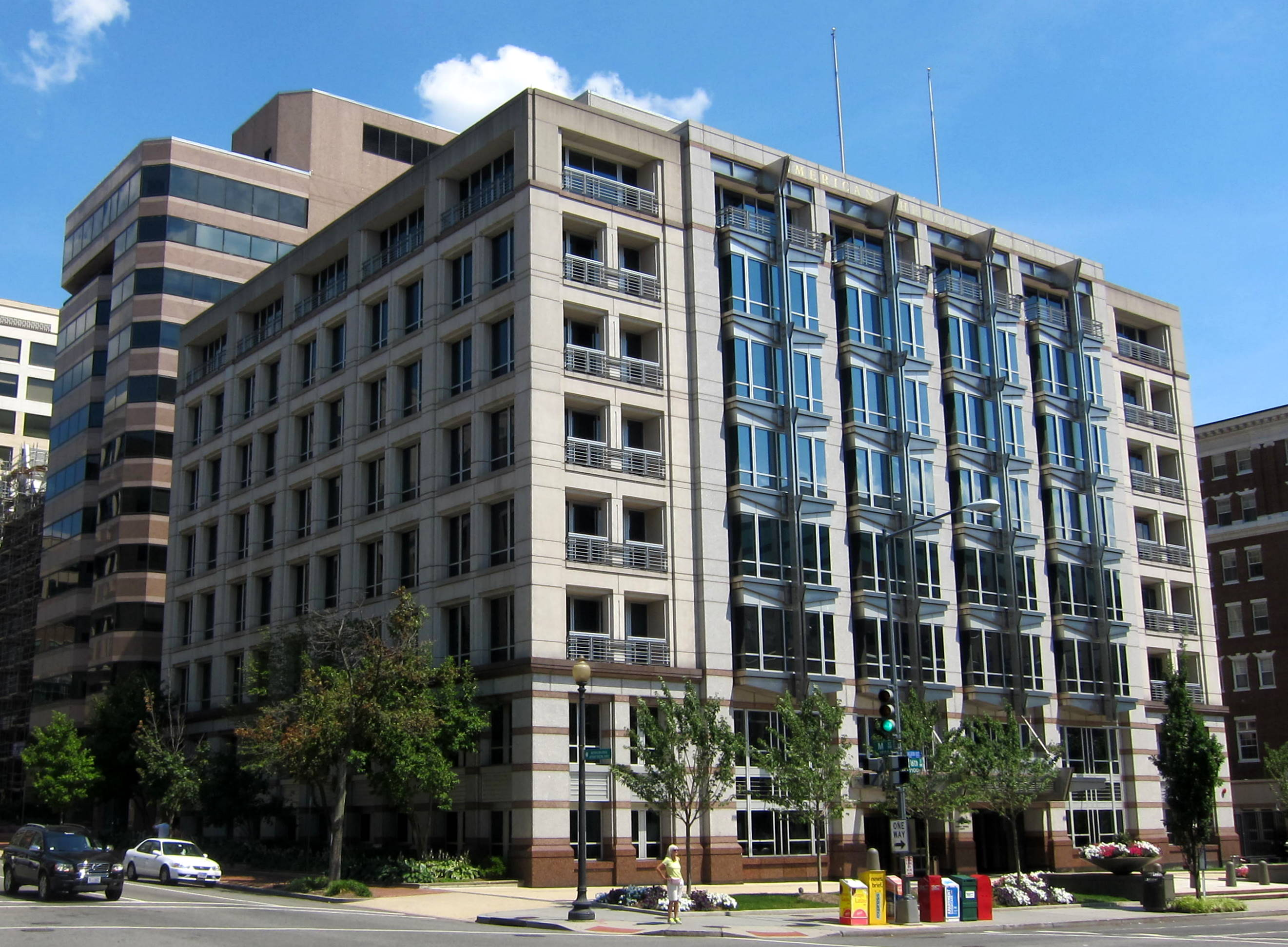
Головна будівля товариства у Вашингтоні

Америка́нське хімі́чне товари́ство (англ. American Chemical Society, ACS) — фахове товариство засноване у 1876 році у США для підтримки досліджень у хімії.
Нараховує понад 200 000 членів. Двічі на рік проводяться офіційні зустрічі у рамках товариства. Крім того товариство проводить багато конференцій по спеціальних темах.
ACS випускає значну кількість фахових журналів. Найстарішим з них є Журнал американського хімічного товариства (англ. Journal of the American Chemical Society (JACS).
ACS проводить щорічні олімпіади з хімії, а також розробляє тестування (Multiple-Choice-Test) для різних галузей науки. Вища нагорода Товариства — Медаль Прістлі.

## Історія
Американське хімічне товариство було організовано 35 хіміками 6 квітня 1876 в університеті Нью-Йорка. Попри те, що в той час вже існувало Американське наукове товариство (Американська асоціація сприяння розвитку науки), інтенсивний розвиток хімії в ті роки стимулював створенню наукового товариства, що спеціалізується на розвитку різних аспектів теоретичної та прикладної хімії.

## Освітня діяльність
Американське хімічне товариство підтримує Національну хімічну олімпіаду США (USNCO), а також бере участь у відборі учасників, які будуть представляти країну на Міжнародній хімічній олімпіаді (IChO). ACS розробляє стандартні тести з хімії для освітніх установ. Двома найпоширенішими є тести для студентів-магістрів із загальної та органічної хімії. Кожен з цих тестів складається з 70 питань і має бути пройдений студентом за 120 хвилин.
Також ACS координує проходження магістратури деякими студентами.

## Наукові журнали Американського хімічного товариства
- Accounts of Chemical Research
- ACS Applied Materials & Interfaces
- ACS Chemical Biology
- ACS Nano
- Analytical Chemistry
- Biochemistry
- Bioconjugate Chemistry
- Biomacromolecules
- Chemical & Engineering News
- Chemical Research in Toxicology
- Chemical Reviews
- Chemistry of Materials
- Crystal Growth & Design
- Energy & Fuels
- Environmental Science & Technology
- Industrial & Engineering Chemistry Research
- Inorganic Chemistry
- Journal of Agricultural and Food Chemistry
- Journal of the American Chemical Society
- Journal of Chemical & Engineering Data
- Journal of Chemical Education
- Journal of Chemical Information and Modeling
- Journal of Chemical Theory and Computation
- Journal of Combinatorial Chemistry
- Journal of Medicinal Chemistry
- Journal of Natural Products
- Journal of Organic Chemistry
- Journal of Physical Chemistry A
- Journal of Physical Chemistry B
- Journal of Physical Chemistry C
- Journal of Proteome Research
- Langmuir
- Macromolecules
- Molecular Pharmaceutics
- Nano Letters
- Organic Letters
- Organic Process Research & Development
- Organometallics

## Нагороди від ACS
- Медаль Прістлі
- Премія імені Артура Коупа
- Премія Петера Дебая
- Премія Ірвінга Ленгмюра[en]
- Премія Гленна Сіборга в галузі ядерной химии[de]
- Премія ACS в галузі чистої хімії[en]
- Премія ACS за креативну працю із синтетичної органічної хімії[de]
- Премія Наканіші[en]
- Премія Джорджа Пайментела[en]
- Медаль Гарвана−Оліна[en]
- Премія ACS в галузі неорганічної хімії[de]
- Премія Джеймса Грейді−Джеймса Стака за інтерпретацію хімії для суспільства[en]
- Премія ACS для заохочення кар'єри жінок в галузі хімічних наук[en]
- Премія ACS для заохочення кар'єри малозабезпечених студентів в галузі хімічних наук[en]
- Ernest Guenther Award[en]
- E. V. Murphree Award in Industrial and Engineering Chemistry[en]
- E. Bright Wilson Award in Spectroscopy[en]
- Eli Lilly Award in Biological Chemistry[en]
- Pfizer Award in Enzyme Chemistry[en]

### Нагороди від підрозділів ACS
- Медаль Вільяма Ніколса (Нью-Йоркський підрозділ ACS)
- Медаль Вілларда Ґіббза (Чиказький підрозділ ACS)
- Медаль Герті[en] (Підрозділ ACS у Джорджії)
- Премія Ремсена (Мерілендське відділення ACS)